# ロヴェレー・デッラ・ルーナ
ロヴェレー・デッラ・ルーナ（イタリア語: Roveré della Luna）は、イタリア共和国トレンティーノ＝アルト・アディジェ州トレント自治県にある、人口約1,600人の基礎自治体（コムーネ）。

## 地理

### 位置・広がり
トレント県北部に位置するコムーネで、ボルツァーノ自治県と接する。県都トレントから北へ20km、州都ボルツァーノから南南西へ31kmの距離にある。

#### 隣接コムーネ
隣接するコムーネは以下の通り。括弧内のBZはボルツァーノ自治県所属を示す。
- コルタッチャ・スッラ・ストラーダ・デル・ヴィーノ (BZ)
- マグレ・スッラ・ストラーダ・デル・ヴィーノ (BZ)
- メッツォコローナ
- プレダイア (ヴェルヴォ)
- サロルノ・スッラ・ストラーダ・デル・ヴィーノ (BZ)
- トン

## 行政

### Comunita di valle
トレント自治県が設置した広域行政組織 Comunita di valle 「ロタリアーナ＝ケーニヒスベルク」 (it:Comunita Rotaliana-Konigsberg)  （事務所所在地: メッツォコローナ）に属する。

## 住民

### 言語
| 少数言語話者の割合（2011年） | 少数言語話者の割合（2011年） | 少数言語話者の割合（2011年） | 少数言語話者の割合（2011年） | 少数言語話者の割合（2011年） |
| ---------------------------- | ---------------------------- | ---------------------------- | ---------------------------- | ---------------------------- |
|                              |                              |                              |                              |                              |
| ラディン語                   | ラディン語                   |                              | 0.3%                         | 0.3%                         |
| モケーニ語                   | モケーニ語                   |                              | 0.0%                         | 0.0%                         |
| チンブロ語                   | チンブロ語                   |                              | 0.0%                         | 0.0%                         |

2011年10月9日に行われた国勢調査によれば、若干のラディン語話者がいる。